# Lijst van plaatsen aan of in de voormalige Zuiderzee

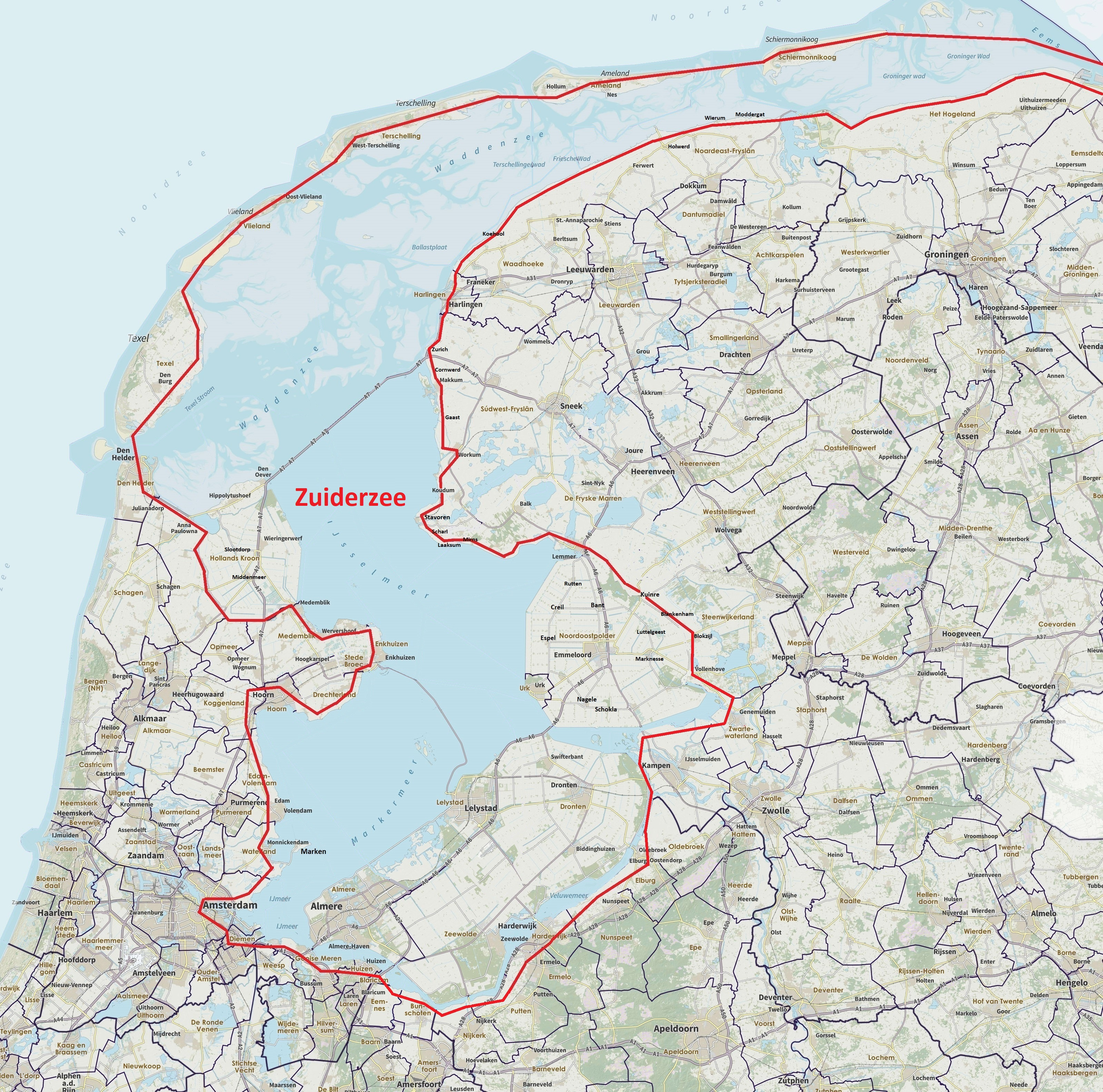
De Zuiderzee ingetekend (rode lijn) op een kaart van 2021.

Lijst van plaatsen gelegen aan of in de voormalige Zuiderzee, het hedendaagse IJsselmeer, Markermeer, IJmeer en de Randmeren en de Waddenzee.
| Plaats            | Provincie     |
| ----------------- | ------------- |
| Aartswoud         | Noord-Holland |
| Almere            | Flevoland     |
| Ameland           | Friesland     |
| Amsterdam         | Noord-Holland |
| Andijk            | Noord-Holland |
| Baarlo            | Overijssel    |
| Bant              | Flevoland     |
| Biddinghuizen     | Flevoland     |
| Blankenham        | Overijssel    |
| Blokzijl          | Overijssel    |
| Bovenkarspel      | Noord-Holland |
| Breezanddijk      | Friesland     |
| Bunschoten        | Utrecht       |
| Cornwerd          | Friesland     |
| Creil             | Flevoland     |
| De Cocksdorp      | Noord-Holland |
| De Hulk           | Noord-Holland |
| Den Helder        | Noord-Holland |
| Den Oever         | Noord-Holland |
| Diemen            | Noord-Holland |
| Doornspijk        | Gelderland    |
| Dronten           | Flevoland     |
| Durgerdam         | Noord-Holland |
| Edam              | Noord-Holland |
| Eemshaven         | Groningen     |
| Eemnes            | Utrecht       |
| Elburg            | Gelderland    |
| Emmeloord         | Flevoland     |
| Enkhuizen         | Noord-Holland |
| Ens               | Flevoland     |
| Espel             | Flevoland     |
| Etersheim         | Noord-Holland |
| Gaast             | Friesland     |
| Genemuiden        | Overijssel    |
| Harderwijk        | Gelderland    |
| Harlingen         | Friesland     |
| Hindeloopen       | Friesland     |
| Holwerd           | Friesland     |
| Hoorn             | Noord-Holland |
| Huizen            | Noord-Holland |
| IJsselmuiden      | Overijssel    |
| Kampen            | Overijssel    |
| Katwoude          | Noord-Holland |
| Ketelhaven        | Flevoland     |
| Koehool           | Friesland     |
| Kolhorn           | Noord-Holland |
| Kornwerderzand    | Friesland     |
| Kraggenburg       | Flevoland     |
| Kuinre            | Overijssel    |
| Laaxum            | Friesland     |
| Lauwersoog        | Groningen     |
| Lelystad          | Flevoland     |
| Lemmer            | Friesland     |
| Luttelgeest       | Flevoland     |
| Makkum            | Friesland     |
| Marken            | Noord-Holland |
| Marknesse         | Flevoland     |
| Medemblik         | Noord-Holland |
| Middenmeer        | Noord-Holland |
| Mirns             | Friesland     |
| Moddergat         | Friesland     |
| Molkwerum         | Friesland     |
| Monnickendam      | Noord-Holland |
| Muiden            | Noord-Holland |
| Muiderberg        | Noord-Holland |
| Naarden           | Noord-Holland |
| Nagele            | Flevoland     |
| Nes               | Friesland     |
| Nieuwe Statenzijl | Groningen     |
| Nijkerk           | Gelderland    |
| Noordeinde        | Gelderland    |
| Noordpolderzijl   | Groningen     |
| Onderdijk         | Noord-Holland |
| Oosterleek        | Noord-Holland |
| Oudemirdum        | Friesland     |
| Oudeschild        | Noord-Holland |
| Over-Diemen       | Noord-Holland |
| Paesens           | Friesland     |
| Piaam             | Friesland     |
| Rutten            | Flevoland     |
| Schardam          | Noord-Holland |
| Scharl            | Friesland     |
| Scharwoude        | Noord-Holland |
| Schellingwoude    | Noord-Holland |
| Schellinkhout     | Noord-Holland |
| Schiermonnikoog   | Friesland     |
| Schokland         | Flevoland     |
| Schoterzijl       | Friesland     |
| Spakenburg        | Utrecht       |
| Stavoren          | Friesland     |
| Swifterbant       | Flevoland     |
| Termunterzijl     | Groningen     |
| Tollebeek         | Flevoland     |
| Uitdam            | Noord-Holland |
| Urk               | Flevoland     |
| Venhuizen         | Noord-Holland |
| Vlieland          | Friesland     |
| Volendam          | Noord-Holland |
| Vollenhove        | Overijssel    |
| Warder            | Noord-Holland |
| Warns             | Friesland     |
| Wervershoof       | Noord-Holland |
| West-Terschelling | Friesland     |
| Wierum            | Friesland     |
| Wijdenes          | Noord-Holland |
| Wieringen         | Noord-Holland |
| Wieringerwerf     | Noord-Holland |
| Winkel            | Noord-Holland |
| Workum            | Friesland     |
| Zeewolde          | Flevoland     |
| Zurich            | Friesland     |
| Zwarte Haan       | Friesland     |
| Zwartsluis        | Overijssel    |